# Carteret (New Jersey)
Carteret – miejscowość w Stanach Zjednoczonych, w stanie New Jersey, w hrabstwie Middlesex. Według danych z 2010 roku Carteret zamieszkiwało niespełna 23 tys. osób. Powierzchnia miejscowości wynosi 12,9 km² (z czego 11,3 km²  to powierzchnia lądowa, a 1,6 km² to powierzchnia wodna). Miasteczko zostało nazwane na cześć pierwszego gubernatora New Jersey, George’a Cartereta.